# Metaurilia
Metaurìlia è una frazione del comune italiano di Fano, nata come borgata di fondazione fascista. Prende il nome dal vicino fiume Metauro.

## Geografia
Metaurilia è situata lontano dal centro di Fano, nella parte meridionale del comune, ed è dispersa lungo 4 km della Strada statale 16 Adriatica e 1 km della Strada provinciale 16. Si trova lungo la costa adriatica, poco a sud della foce del Metauro.

## Storia
Sulle colline nell'entroterra di Metaurilia esistevano una chiesetta dedicata a Sant'Egidio, documentata almeno dal 1435, e una vicina torre di guardia facente parte di un sistema di avvistamento marittimo dei Malatesta, ancora occasionalmente presidiata nella prima metà del XVIII secolo. Durante la seconda guerra mondiale la chiesetta venne usata come postazione antiaerea dai tedeschi e pertanto distrutta dai bombardamenti alleati; al suo posto fu ricostruita un'altra chiesetta di Sant'Egidio negli anni '60.
La borgata di Metaurilia, nata nel periodo fascista, è l'unico esempio di bonifica integrale nelle Marche. Nella massima espansione del progetto fascista, era composta da 115 piccole case coloniche, ognuna con un proprio ettaro di terra, in seguito quasi tutte modificate o scomparse. La borgata venne abitata da oltre cinquecento ortolani che, nei primi anni di difficoltà economiche, facevano anche i pescatori.
La "Borgata rurale di Metaurilia" fu realizzata dal 1934 al 1940, principalmente sul territorio adiacente alla Strada Statale Adriatica, tra il Metauro e Torrette di Fano. Le 115 case, tutte dello stesso tipo, furono costruite in tre successivi lotti rispettivamente di 51, 40 e 24 unità. Ognuna fu assegnata alla famiglia di un bracciante con esperienza agricola, con lo scopo di coltivare ortaggi. Il Comune di Fano era inizialmente proprietario degli immobili, che poi passarono ai capifamiglia nel dopoguerra.
In accordo alla politica nazionale di Mussolini di contrastare l'urbanesimo riportando i disoccupati alle campagne, a Fano la presentazione alla stampa del primo progetto di borgata avvenne il 14 aprile 1934. Inizialmente si prevedeva di realizzare 200 poderi sulla riva sinistra del Metauro, su terreni appartenenti alla Congregazione di carità. Per il finanziamento si sfruttava la legge Serpieri del 1933 sulle bonifiche integrali. Il primo progetto architettonico era di Emidio Ciucci e si basava molto anche sugli edifici pubblici. A luglio il progetto andò al ministero che decise il nome Metaurilia, assegnò la gestione al Comune di Fano, e richiese il parere di altri enti per la realizzazione dell'acquedotto che avrebbe portato l'acqua dal Metauro. Probabilmente per non perdere tempo in burocrazia con questi pareri e affrettare l'inizio della costruzione, si preferì cambiare tutto il progetto e costruire sulla riva destra del fiume; la costruzione poté iniziare già il 7 agosto 1934 e a fine novembre le prime sette case erano abitabili. I terreni in riva destra, lontani quasi 1 km dal fiume, furono acquistati alla contessa Matilde Saladini Montevecchio, più cari rispetto a quelli in riva sinistra, ma più facilmente irrigabili prendendo l'acqua con pozzi dalla falda superficiale e già raggiunti dalla statale. Non ci fu però alcuna bonifica idraulica e ancor oggi la zona è soggetta ad allagamenti. Mussolini in persona si interessò al finanziamento della borgata e la visitò il 13 ottobre 1936.
Le case coloniche, unifamiliari a un solo piano, avevano tutte la stessa pianta, comprendente anche stalle per gli animali da fattoria; alcuni particolari costruttivi, come il tipo di tetto, cambiarono man mano che si realizzarono i lotti, per fare ulteriori economie. Erano case piccole, di 60 m², ma non era poco per i braccianti dell'epoca. Erano già dotate di luce elettrica, mentre per l'acqua si usavano i pozzi irrigui, uno ogni due case, o le poche e più lontane fontane manuali.
Nel 1939 fu realizzata la chiesa, dedicata a Benedetto da Norcia e facente parte della parrocchia di Torrette. Nel 1946 furono aperti l'asilo e la scuola elementare.
L'agronomo e podestà di Fano, Augusto Del Vecchio, stabilì che i nuovi poderi sarebbero stati integralmente dedicati alla produzione del cavolfiore, nella sua varietà tardiva invernale; questa coltura, già presente in misura minore a Fano da fine '800, era redditizia nell'esportazione verso i paesi del nord, che non possono produrlo d'inverno a causa del clima. D'estate si sarebbe alternata la produzione con il pomodoro tondo liscio. Con la fondazione di Metaurilia, gli ettari dedicati al cavolfiore nel comune di Fano triplicarono e questa scelta fu un successo economico durato qualche decennio, tanto da rendere Fano famosa all'epoca come città del cavolfiore.
Negli anni '60 la coltivazione del cavolfiore era ancora una delle più importanti attività fanesi, con rilevanti esportazioni verso il centro e nord Europa; gli ortolani di Metaurilia, con anche Ponte Sasso e Marotta, producevano quasi esclusivamente cavolfiore e pomodoro, oltre a fagiolini per l'industria dei surgelati e peperone che stava rimpiazzando il pomodoro. La varietà di cavolfiore era nota come Tardivo Fanese, rendeva fino a 22.000-24.000 piante per ettaro, ed era un successo grazie alle sue qualità. Il 20% dell'esportazione italiana di cavolfiore era fanese; nel 1966 circa 350.000 quintali ne vennero spediti all'estero, su 3200 vagoni ferroviari di cui 2000 in Germania, e 25.000 quintali sui mercati nazionali.
L'epoca d'oro del cavolfiore terminò negli anni '70 con le crisi di mercato; a Metaurilia si arrivò perfino alla distruzione del prodotto in esubero da parte dell'AIMA.
Negli anni '60 Metaurilia ebbe anche il suo massimo sviluppo turistico. La località era dotata di una notevole spiaggia, di ghiaia tra il fiume e la chiesa e di sabbia più a sud, profonda tra i 50 e i 150 m, oggi quasi scomparsa per l'erosione marina. Tra la Ferrovia Bologna-Ancona e il mare c'era spazio per concimaie, vigne, un campo da calcio e un lago per la caccia alle anatre. Negli anni '50 e soprattutto '60 arrivavano molti turisti forestieri e ospitarli nelle case coloniche divenne anche più redditizio del lavoro agricolo.
In pieno boom edilizio, dalla costa vennero cavati sabbia e ghiaia come materiali da costruzione; da fine anni '60 qualcuno cominciò anche a estrarle sacrificando il terreno degli orti. Queste attività potrebbero essere state una delle prime cause dell'erosione della spiaggia. Intorno al 1970, per proteggere la ferrovia, a Fano vennero posate scogliere artificiali in mare, che nel caso di Metaurilia sono spesso molto vicine alla battigia. Quel che resta della spiaggia ha perso molto del suo valore turistico.
Al 2007 una settantina degli appezzamenti storici di Metaurilia sono ancora coltivati, mentre il resto ha cambiato destinazione d'uso. Molte delle case originali esistono ancora, ma spesso sono state pesantemente modificate, anche esternamente.
La zona soffre da tempo di problemi di pericolosità della strada statale, erosione delle spiagge, eventi di allagamenti e mareggiate, progressivo abbandono di attività economiche e immobili, e negli anni 2020 ci sono varie proposte di progetti di riqualificazione.